# كارين لي (لاعبة تنس الطاولة)
كارين لي (بالإنجليزية: Karen Li) هي لاعبة تنس الطاولة نيوزيلندية، ولدت في 19 سبتمبر 1977.

## وصلات خارجية
- كارين لي على موقع أوليمبيديا (الإنجليزية)